# Pierre Michelin
Pour les articles homonymes, voir Michelin (homonymie) et Pierre Michelin (homonymie).
Pour les autres membres de la famille, voir Famille Michelin.
Pierre Michelin, né à Royat le 12 août 1903 et mort à Montargis le 30 décembre 1937 des suites d'un accident de la route, est un industriel français. Il fut cogérant de Michelin de 1933 à sa mort et président de Citroën de 1935 à 1937

## Biographie
Second fils d’Édouard Michelin (1859-1940), il est envoyé chez Citroën pour en améliorer la gestion financière. Devenu président de Citroën en juillet 1935, en remplacement d'André Citroën (très critiqué pour sa gestion financière du projet de la Traction), Pierre Michelin améliore le projet de la Traction.
Il avait construit une usine en Tchécoslovaquie et vendu des michelines (autorails sur pneus) à travers le monde quand il fut nommé cogérant de Michelin en 1933. 
Michelin, en la personne de Pierre Michelin et de ses successeurs, sauve Citroën de la faillite entre 1933 et 1937. Toutes les voitures mythiques de la marque (Traction avant, 2CV, DS, SM)  seront réalisées sous le pilotage de Michelin. 
En 1976, la famille Michelin cède Citroën à Peugeot - vendant une partie de ses titres et en échangeant une autre partie contre des actions Peugeot -, et contribue ainsi à créer PSA Peugeot Citroën.
Il réactive dans le contexte des grèves ouvrières de 1936 la « Garde civique », une milice pro-patronale fondée par son père au sein de l'entreprise. Dans le domaine politique, Pierre Michelin est suspecté d'avoir aidé au financement d'une section de la Cagoule (1935-1937). De plus, dans une interview accordée à Marianne fin janvier 1938, un enquêteur dévoile que Pierre Michelin était l'un des chefs de cette section. Plusieurs rapports de polices corroborent également ces soupçons, dont l’un évoque des versements de six millions effectués par Pierre Michelin et pour l’autre le cite comme le seul bailleur de l’organisation terroriste ayant versé plusieurs millions.
Le 29 décembre 1937 alors qu’il se rendait en voiture à Clermont-Ferrand, sa voiture (une Citroën traction) percute, près de Montargis sur la Nationale 7, entre Briare et Montargis, celle de Louis Lagorgette, chef de cabinet de Paul Faure codirigeant de la SFIO avec Léon Blum durant l'entre-deux guerres, de 1920 à 1940. Lagorgette, sa femme et son fils sont tués sur le coup ; quant à Pierre Michelin, il meurt le lendemain à l'hôpital de Montargis, à 34 ans, lors de la tentative d'amputation de la jambe droite. Il repose dans le caveau des Michelin, à Orcines . En 1947, Pierre Boulanger, président de la Société Michelin, échappe de justesse à la mort. En un peu plus de 10 ans, plus d’une dizaine de personnes liées ou appartenant à la famille Michelin périrent ; parmi celles-ci, on peut citer Jean-Luc Michelin et trois autres personnes (1949).